# Cepillo de cantería

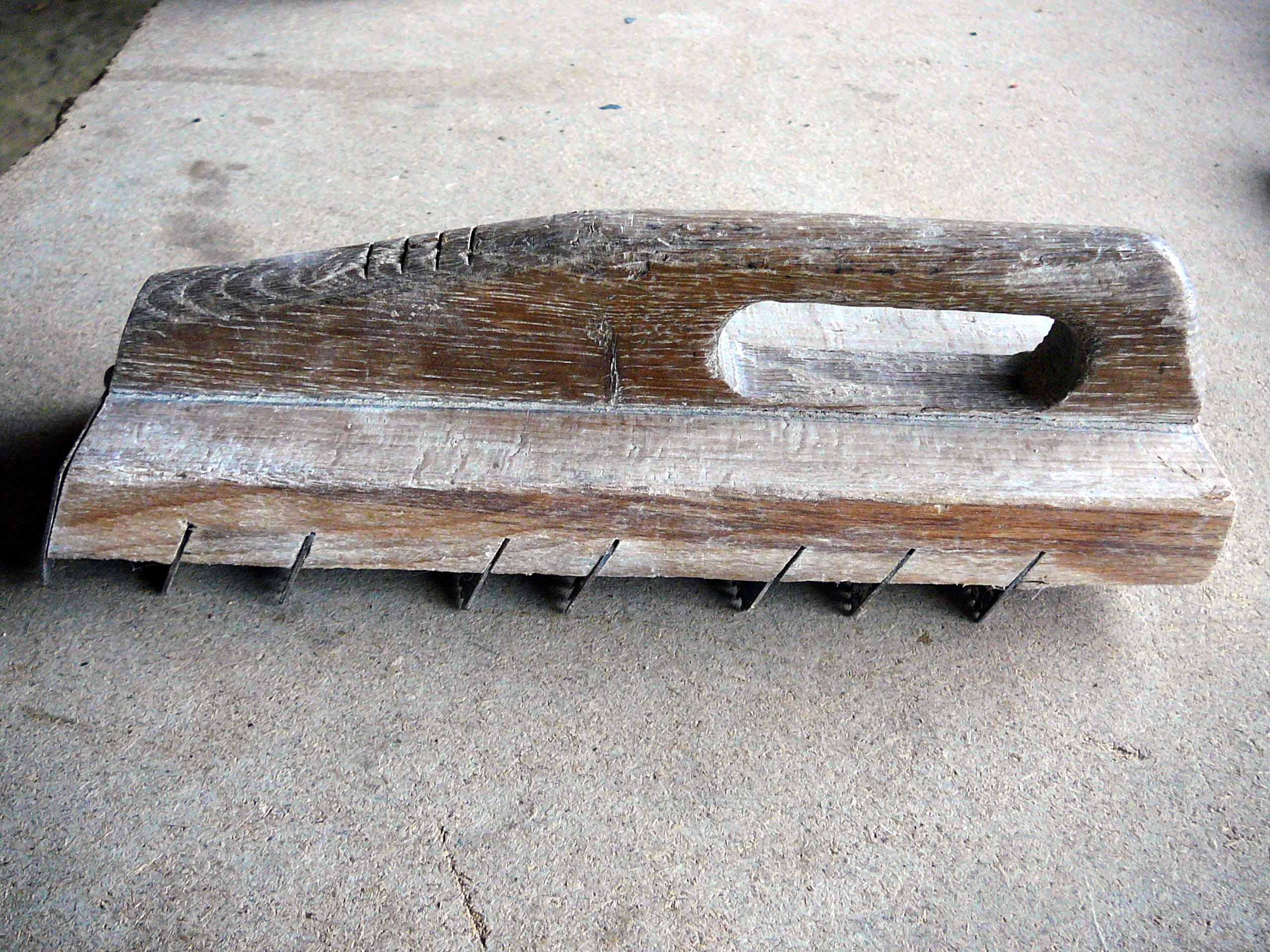
Cepillo de cantería

El cepillo de cantería es una herramienta empleada en trabajos de cantería para labrar piedras blandas, como las piedras calizas. Se trata de un mango de madera con varias tiras paralelas de acero que se utiliza para obtener superficies lisas. Originariamente el mango se hacía siempre de madera de haya.

## Origen
Este utensilio se inventó en el siglo XIX para reemplazar el trabajo de corte acelerándose el proceso de trabajo con la piedra pues se obtiene directamente el acabado final.

## Modo de empleo
El cepillo se coge con las dos manos y se desliza sobre la piedra, quitándose material solo cuando se avanza hacia adelante. Dependiendo de la profundidad de piedra a eliminar se usan cepillos diferentes:
- De dientes largos para quitar mucha cantidad de piedra.
- De dientes pequeños para quitar poca cantidad de material.
- De chapas casi lisas para trabajos de pulido y acabado.

Los cepillos que tienen dientes perpendiculares al mango quitan material tanto al avanzar como al retroceder con el cepillo, mientras que cepillos como el de la imagen solo retiran material al avanzar.
- Datos: Q205343